# Edgware (stacja metra)
Edgware – naziemna stacja metra londyńskiego położona w dzielnicy Barnet. Leży na trasie Northern Line i stanowi jeden z północnych krańców tej linii. Została otwarta w roku 1924. Korzysta z niej ok. 3,4 mln pasażerów rocznie. Należy do piątej strefy biletowej.